# José de Resende Costa (filho)
José de Resende Costa (Arraial da Laje, 1766 - Rio de Janeiro, 17 de junho de 1841), filho do Capitão José de Resende Costa, foi imortalizado como um dos integrantes da sedição atualmente conhecida como Inconfidência Mineira, cujo envolvimento lhe rendeu o degredo e o confisco de parte dos seus bens.
Em 1911, o povoado da Lage, onde ele constituiu seus bens, recebeu o nome de Resende Costa em sua homenagem.

## Vida
A participação de José de Resende Costa na trama parece não ter sido efetiva, limitada apenas ao consentimento.
Foi um dos poucos que regressaram ao Brasil. Foi o mais jovem dos 11 inconfidentes condenados à morte em 1792, mas teve sua pena comutada em degredo. Casou-se durante o degredo em Santiago, em Cabo Verde, no ano de 1795.
Cumprida sua pena, voltou ao Brasil em 1809. José de Resende Costa foi investido de importantes cargos públicos após seu retorno: Administrador da Fábrica de Lapidação de Diamantes, Contador Geral do Erário. Escrivão da Mesa do Tesouro e, ainda, agraciado com a Comendada Ordem de Cristo. Foi deputados brasileiro às Cortes de Lisboa pela Província de Minas Gerais.
Morreu em 17 de junho de 1841, no Rio de Janeiro. Foi sepultado, primeiramente, na igreja de São Francisco de Paula, da Venerável Ordem Terceira dos Mínimos de São Francisco de Paula, e, em 1850, seus restos mortais foram trasladados para o cemitério do Catumbi, da mesma ordem. 
Os livros que amealhou durante sua vida foram doados em testamento para a Biblioteca Pública do município de São João del-Rei. 